# Simulium spoonatum
Simulium spoonatum es una especie de insecto del género Simulium, familia Simuliidae, orden Diptera.
Fue descrita científicamente por An & Yan, 1998.